# Abeluzius
Abeluzius (... – ...) è un santo venerato dalla Chiesa ortodossa etiope, che lo ricorda il 15 gennaio.
Poche notizie sono pervenute riguardo alla sua vita. Si ipotizza che il suo nome fosse in realtà Abba Lucius, ma che sia stato così tramandato a causa di un errore tipografico.

## Fonti
- (EN)  Holweck, F. G. A Biographical Dictionary of the Saints, St. Louis, MO, B. Herder Book Co., 1924